# Bludov, Šumperk
Bludov là một làng thuộc huyện Šumperk, vùng Olomoucký, Cộng hòa Séc.